# Hania Pérez de Cuéllar

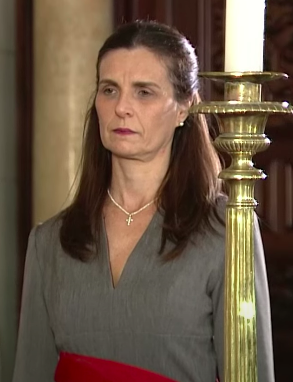
Hania Pérez de Cuéllar (2022)

Hania Pérez de Cuéllar Lubienska [anja ˈpeɾeð ðeˈkweʎaɾ] (* 11. März 1974 in Lima) ist eine peruanische Politikerin. Sie ist seit dem 10. Dezember 2022 Ministerin für Wohnungswesen, Bauwesen und Sanitärversorgung im Kabinett Boluarte. Zuvor war sie von 2020 bis 2021 Präsidentin des Nationalen Instituts für die Verteidigung des Wettbewerbs und dem Schutz des geistigen Eigentums (Indecopi).

## Leben
Hania Pérez de Cuéllar ist die Tochter von Francisco Pérez de Cuéllar Roberts und Monika Lubienska Biskupska und die älteste Enkelin des ehemaligen UN-Generalsekretärs und ehemaligen peruanischen Premierministers Javier Pérez de Cuéllar.
Sie studierte Geschichte an der Universität Pierre Mendès-France Grenoble II (1993–1995), hat einen Abschluss in Wirtschafts- und Sozialpolitik des Institut d’études politiques de Grenoble (1997) und ein Diplôme d’études supérieures spécialisées (DESS) in Soziale Praktiken der Entwicklung von der Université Paris 1 Panthéon-Sorbonne (1998).
Sie ist Expertin für strategische Planung und Entwicklungsplanung, Projektbewertung und -überwachung. Sie arbeitete im Ministerium für Produktion, im Programm Innóvate des Vizeministeriums für KMU der Produktion, im Entwicklungsprogramm der UN und als Präsidentin des Verwaltungsrats von Indecopi. In letzterem war sie auch Mitglied des Verwaltungsrats als Vertreterin des Produktionsministeriums.
Nach dem Rücktritt von Ivo Gagliuffi wurde sie 2020 Präsidentin von Indecopi und war damit die zweite Frau, die das höchste Amt in der Institution bekleidete. Sie blieb bis zu ihrem Rücktritt im Jahr 2021 im Amt und wurde durch Julián Palacín Gutiérrez ersetzt. Während ihrer Amtszeit wurde ein Kartell- und Fusionskontrollgesetz erlassen, eine wichtige wirtschaftspolitische Maßnahme.
Am 10. Dezember 2022 wurde sie von Präsidentin Dina Boluarte zur Ministerin für Wohnungswesen, Bauwesen und sanitäre Einrichtungen im Kabinett von Pedro Angulo ernannt, welches nachfolgen von Alberto Otárola geleitet wurde.
Am 17. Januar 2024 teilte die Generalstaatsanwaltschaft Perus mit, dass sie ein Ermittlungsverfahren gegen Hania Pérez de Cuéllar, wegen der angeblich unrechtmäßigen Ernennung von Jonatan Jorge Ríos Morales zum Exekutivdirektor des Nationalen Programms für städtische Abwasserentsorgung (PSNU) eingeleitet habe.